# Replay (minialbum)
Replay (kor. 누난 너무 예뻐 (Replay) Nunan Neomu Yeppeo (Replay)) – debiutancki minialbum południowokoreańskiej grupy SHINee, wydany 22 maja 2008 roku w Korei Południowej. EP zadebiutował na 10 pozycji na koreańskich listach przebojów osiągając 8 miejsce, sprzedając się ilości 51 604 egzemplarzy. Choreografia do teledysku Nunan Neomu Yeppeo (Replay) została opracowana przez Rino Nakasone Razalan.

## Lista utworów
| Nr | Tytuł                                                                              | Słowa        | Kompozycja                                | Aranżacja     | Czas |
| -- | ---------------------------------------------------------------------------------- | ------------ | ----------------------------------------- | ------------- | ---- |
| 1. | "Nunan Neomu Yeppeo (Replay)" (kor. 누난 너무 예뻐 (Replay))                       | Kim Young-hu | Jason Pennock, Tchaka Diallo, Jack Kugell | Yoo Young-jin | 3:35 |
| 2. | "In My Room"                                                                       | Kim Young-hu | Kater D, Kim Tae-sung                     | Kim Tae-sung  | 4:47 |
| 3. | "Real"                                                                             | Kim Jung-bae | Kenzie                                    | Kenzie        | 3:33 |
| 4. | "Sa.Gye.Han (Love Should go on)" (kor. 사.계.한(Love Should go on))                | Lee Yun-jae  | Lee Yun-jae                               | Lee Yun-jae   | 3:07 |
| 5. | "Nunan Neomu Yeppeo (Replay Boom Track)" (kor. 누난 너무 예뻐 (Replay Boom Track)) | Kim Young-hu | Jason Pennock, Tchaka Diallo, Jack Kugell | Yoo Young-jin | 4:28 |